# Eidolon helvum
Eidolon helvum — вид з загіну рукокрилих, родини Криланових.

## Середовище проживання
Область поширення виду охоплює територію від Сенегала і  Ефіопії до Південної Африки, а також південний захід  Аравійського півострова. Широко поширені у зонах низовинних тропічних лісів і саван. Населення може жити в модифікованому середовищі проживання і вид часто реєструється в міських районах, таких, як лісисті парки міста. Висота мешкання: від рівня моря до близько 2000 м над рівнем моря.

## Морфологія
Морфометрія. Довжина голови й тіла: 143—215 мм. Хвіст короткий, довжина хвоста: 4—20 мм, розмах крил сягає 762 мм, вага: 70–100 гр (з інших джерел 230—350 гр).
Опис. Волосся на шиї довше і пухнастіше ніж на решті тіла. Забарвлення шерсті солом'яно-жовте чи жовто-коричнувате зверху і рудувато-коричнево-оливкове чи коричнювате знизу. На горлі і з боків шиї самців є рудуваті плями.

## Спосіб життя
Тварини воліють лісисті області, де в наявності є плоди, їх основне живлення. Зустрічаються також в саванах і посушливих областях, а також у горах на висоті до 2000 метрів над рівнем моря. Протягом дня вони сплять великими групами (часто декілька тисяч тварин) частіше на деревах, іноді також в печерах і зроблених людиною притулках. Вночі вони вилітають на пошуки корму, пролітаючи відстань до 30 км. Тварини часто кочують залежно від сезонів дощів і посухи в інші регіони, об'єднуючись при цьому у великі зграї (колонії) чисельністю тисяч, навіть до мільйона особин. Таким чином за рік вони долають відстань до 2500 км.

## Харчування
Тварини харчуються переважно плодами, в тому числі пальм роду Borassus, фінікових пальм, мангіфери індійської, сейба та інших дерев, а також квітками і нектаром, наприклад Адансон. Однак, вони не споживають плоди цілком, а переважно висмоктують з них сік. Завдяки своїм звичкам вони грають важливу роль при запиленні деяких рослин.

## Розмноження
Парування відбувається з квітня по червень. З моменту спарювання до народження дитинчати проходить 9 місяців, при цьому ембріон підростає в матці тільки 4 місяці. Більшість народжень відбувається в лютому і березні, збігаючись у часі з сезоном дощів, коли в наявності є найбільший асортимент харчування. Самки об'єднуються разом, а самці не беруть участь у вихованні. Часто народжується тільки одне дитинча, рідко два. Тривалість життя цих тварин становить приблизно 15 років, окремі особини можуть прожити понад 20 років.

## Значення
Так як пальмове крилани живуть спільно у великих групах і часто роблять нальоти на фруктові плантації або сади, завдаючи тим самим збитки. На них ведеться полювання. Їх м'ясо іноді вживають в їжу.